# Мурад Сулейманов
Мурад Сулейманов (нар. 12 липня 1996) — азербайджанський борець вільного стилю, срібний призер чемпіонату Європи, бронзовий призер Кубку світу.

## Життєпис
Боротьбою почав займатися з 2006 року. У 2014 році став срібним призером чемпіонату Європи серед юніорів. Наступного року на цих же змаганнях здобув бронзову нагороду, а ще через рік — у 2016 став чемпіоном Європи серед юніорів. Того ж року завоював срібну медаль чемпіонату Європи серед молоді. У 2018 році став бронзовим призером чемпіонату світу серед молоді та бронзовим призером чемпіонату Європи серед молоді.
Виступає за борцівський клуб «Нефтчі» Баку. Тренери — Арзу Рехімов, Фірдовсі Умудов.

## Спортивні результати на міжнародних змаганнях

### Виступи на Чемпіонатах Європи
| Змагання                         | Збірна      | Вагова категорія          | Місце  |
| -------------------------------- | ----------- | ------------------------- | ------ |
| Чемпіонат Європи з боротьби 2017 | Азербайджан | вільна боротьба, до 74 кг | Срібло |
| Чемпіонат Європи з боротьби 2019 | Азербайджан | вільна боротьба, до 86 кг | 5      |

### Виступи на Кубках світу
| Змагання                    | Збірна      | Вагова категорія          | Місце  |
| --------------------------- | ----------- | ------------------------- | ------ |
| Кубок світу з боротьби 2017 | Азербайджан | вільна боротьба, до 74 кг | Бронза |

### Виступи на інших змаганнях
| Змагання                         | Збірна      | Вагова категорія                 | Місце  |
| -------------------------------- | ----------- | -------------------------------- | ------ |
| Кубок Алроси 2015                | Азербайджан | вільна боротьба, до 74 кг        | Срібло |
| Золотий Гран-прі з боротьби 2015 | Азербайджан | вільна боротьба, до 74 кг        | 10     |
| Турнір Олександра Медведя 2016   | Азербайджан | вільна боротьба, до 74 кг        | 14     |
| Кубок Алроси 2016                | Азербайджан | вільна боротьба, до Teamevent кг | Срібло |
| Золотий Гран-прі з боротьби 2016 | Азербайджан | вільна боротьба, до 74 кг        | Бронза |
| Кубок Тахті 2018                 | Азербайджан | вільна боротьба, до 79 кг        | Бронза |
| Турнір Яшара Догу 2018           | Азербайджан | вільна боротьба, до 86 кг        | Срібло |
| Кубок Ахмата Кадирова 2018       | Азербайджан | команда                          | Бронза |
| Турнір Яшара Догу 2019           | Азербайджан | вільна боротьба, до 86 кг        | 12     |

### Виступи на змаганнях молодших вікових груп
| Змагання                                       | Збірна      | Вагова категорія          | Місце  |
| ---------------------------------------------- | ----------- | ------------------------- | ------ |
| Чемпіонат Європи з боротьби серед юніорів 2014 | Азербайджан | вільна боротьба, до 66 кг | Срібло |
| Чемпіонат світу з боротьби серед юніорів 2014  | Азербайджан | вільна боротьба, до 66 кг | 9      |
| Чемпіонат Європи з боротьби серед юніорів 2015 | Азербайджан | вільна боротьба, до 74 кг | Бронза |
| Чемпіонат світу з боротьби серед юніорів 2015  | Азербайджан | вільна боротьба, до 74 кг | 14     |
| Чемпіонат Європи з боротьби серед юніорів 2016 | Азербайджан | вільна боротьба, до 74 кг | Золото |
| Чемпіонат світу з боротьби серед юніорів 2016  | Азербайджан | вільна боротьба, до 74 кг | 5      |
| Чемпіонат Європи з боротьби серед молоді 2015  | Азербайджан | вільна боротьба, до 70 кг | 9      |
| Чемпіонат Європи з боротьби серед молоді 2016  | Азербайджан | вільна боротьба, до 74 кг | Срібло |
| Чемпіонат Європи з боротьби серед молоді 2018  | Азербайджан | вільна боротьба, до 79 кг | Бронза |
| Чемпіонат світу з боротьби серед молоді 2018   | Азербайджан | вільна боротьба, до 86 кг | Бронза |
| Чемпіонат світу з боротьби серед молоді 2019   | Азербайджан | вільна боротьба, до 74 кг | 8      |